# KNM Kobben (S-318)
Pour les autres navires du même nom, voir KNM Kobben.
Le KNM Kobben (numéro de coque : S318) est un sous-marin de classe Kobben de la marine royale norvégienne.

## Fabrication
Le navire a été commandé à Thyssen Nordseewerke à Emden, en Allemagne de l’Ouest où la quille a été posée le 9 décembre 1963. Il a été lancé le 25 avril 1964 et achevé le 15 août 1964.

## Service
Le 11 septembre 1995, il devient le premier sous-marin militaire commandé par une femme, Solveig Krey.
Le navire a été retiré du service et remis en 2003 à la Pologne en tant que pièces de rechange.
Après 60 ans d’exploitation dans des conditions de mer extrêmes, il a été renommé ORP Jastrzab par la marine polonaise et a été utilisé comme un simulateur pour la formation des équipages à l’Académie navale polonaise, de Gdynia, Pologne. Il est désormais exposé devant l’Académie navale polonaise.